# Reverse Connection
Als Reverse Connection wird eine Verbindung zu einem anderen Computer bezeichnet, die dazu dient, eine Firewall zu umgehen. Dabei nutzt man die Eigenschaft der Firewall, dass diese zwar eingehende Verbindungen blockiert, nicht aber ausgehende.
Diese Art von Verbindung findet in verschiedenen Situationen Anwendung, etwa in Filesharing-Netzen oder beim Dateitransfer über FTP (sogenannter Passive mode). Der Trick wird allerdings auch von Trojanern genutzt, welche unbemerkt vom Opfer eine Verbindung zum Täter aufbauen.

## Hintergrund
Die meisten Internetverbindungen werden über das Transmission Control Protocol (TCP) hergestellt. Dabei agiert der eine Verbindungspartner als Server, der auf eingehende Verbindungen wartet. Der andere (Client) initiiert die Verbindung mit einer Anfrage an den Server.
Zahlreiche bösartige Programme oder Internetteilnehmer versuchen Schwachstellen auf den Computern anderer Teilnehmer auszunutzen, um unbefugten Zugriff auf diese zu erhalten, indem sie Verbindungen zu diesen eröffnen. Um sich vor solchen Angriffen zu schützen, werden Firewalls verwendet, die oft so konfiguriert sind, dass sie keine eingehenden Verbindungen erlauben. Eine Verbindung von einem Kunden zum Internet kann also nur entstehen, wenn der Kunde die Verbindung initiiert, also als Client agiert.
Allerdings gibt es Internetplattformen und Kommunikationsprotokolle, die davon abhängig sind, dass sie mit dem Kunden eine Verbindung aufbauen können. Somit kann ein Kunde hinter einer Firewall diese nicht verwenden. Das Prinzip der Reverse Connection besteht nun darin, dass die Anwendung des Kunden dazu veranlasst wird, eine Verbindung zu initiieren. Diese Verbindung wird von der Firewall zugelassen.
Im Falle eines Trojaners bedeutet dies, dass der Trojaner, der auf dem Rechner des Opfers eingeschleust wird und normalerweise als Server agiert, zuerst die Rolle des Client übernimmt und eine Verbindung zur Anwendung des Täters herstellt.